# إستير سان ميغيل
إستير سان ميغيل بوستو (بالإسبانية: Esther San Miguel Busto، ولدت في 5 مارس 1975، برغش، إسبانيا) لاعبة جودو إسبانية. تتخصص في وزن تحت 78 كيلوغرام.
حصلت على ميداليتين ذهبيتين في بطولات أوروبا للجودو.

## إنجازاتها

### بطولة العالم للجودو
- 2003 أوساكا  اليابان:  ميدالية برونزية في وزن تحت 78 كغم.

### بطولة أوروبا للجودو
- 1998 أوفييدو  إسبانيا:  ميدالية ذهبية في وزن تحت 78 كغم.
- 2004 بوخارست  رومانيا:  ميدالية برونزية في وزن تحت 78 كغم.
- 2006 تامبيري  فنلندا:  ميدالية برونزية في وزن تحت 78 كغم.
- 2007 بلغراد  صربيا:  ميدالية برونزية في وزن تحت 78 كغم.
- 2008 لشبونة  البرتغال:  ميدالية برونزية في وزن تحت 78 كغم.
- 2009 تبليسي  جورجيا:  ميدالية ذهبية في وزن تحت 78 كغم.

## روابط خارجية
- إستير سان ميغيل على موقع الفيدرالية الدولية للجودو (الإنجليزية)
- إستير سان ميغيل على موقع JudoInside.com (الإنجليزية)
- إستير سان ميغيل على موقع AllJudo.net (الفرنسية)
- إستير سان ميغيل على موقع اللجنة الأولمبية الدولية (الإنجليزية)
- إستير سان ميغيل على موقع أوليمبيديا (الإنجليزية)
- إستير سان ميغيل على موقع اللجنة الأولمبية الإسبانية (الإسبانية)